# Mary Louise Wilson
Mary Louise Wilson, född 12 november 1931 i New Haven, Connecticut, är en amerikansk skådespelare inom film, tv och teater. Hon vann en Tony för sin roll i Broadway-uppsättningen av Grey Gardens.

## Filmografi i urval
- 1975–1976 – Saturday Night Live (TV-serie)
- 1983 – Zelig
- 1989 – Jurtjyrkogården
- 1990 – Gifta på låtsas
- 1998 – Vid din sida
- 2013 – Nebraska
- 2014 – The Humbling
- 2014–2016 – Mozart in the Jungle (TV-serie)